# Keith Brown (cầu thủ bóng đá, sinh năm 1954)
Keith Brown (sinh ngày 23 tháng 9 năm 1954) là một cầu thủ bóng đá người Anh thi đấu ở vị trí tiền vệ chạy cánh.